# Sulphur Rock
Sulphur Rock é uma cidade  localizada no estado americano de Arkansas, no Condado de Independence.

## Demografia
Segundo o censo americano de 2000, a sua população era de 421 habitantes.
Em 2006, foi estimada uma população de 431, um aumento de 10 (2.4%).

## Geografia
De acordo com o United States Census Bureau, a localidade tem uma área de 3,3 km², sem área coberta por água. Sulphur Rock localiza-se a aproximadamente 112 m acima do nível do mar.

## Localidades na vizinhança
O diagrama seguinte representa as localidades num raio de 24 km ao redor de Sulphur Rock.